# Mirlan Murzaev
Mirlan Abdraimovich Murzaev - em russo: Мирлан Абдраимович Мурзаев (Kochkor-Ata, 29 de março de 1990) é um futebolista[carece de fontes?] quirguiz que atua como atacante. Atualmente joga no Doğan Türk Birliği.

## Carreira
Murzaev começou sua carreira no futebol em 2005, jogando pelo Molodyozhnaya Sbornaya, clube das divisões inferiores de seu país. No mesmo ano foi para o Muras-Sport Bishkek, onde permaneceu até 2006. Em 2007 foi contratado pelo Dordoi, também de Bishkek, onde disputou a Top Liga em 3 oportunidades.
Em 2010, transferiu-se por empréstimo para o tradicional Lokomotiv Moscou da Rússia, mas não chegou a atuar no time principal, tendo integrado apenas o time reserva.
Jogou também no Hapoel Petah Tikva de Israel em 2011, além de uma rápida passagem pelo Denizlispor da Turquia em 2014.
Desde 2015, Murzaev joga em clubes das divisões menores do Campeonato Turco (Afjet Ayonspor, Utas Usakspor e Serik Belidiye e Somaspor Kulübü) - em 2018, voltou a seu país para uma curta passagem pelo Kara-Balta.

## Seleção Quirguiz
Pela Seleção do Quirguistão, o atacante fez sua estreia em 2009, tendo atuado em 45 partidas e marcado 10 gols.

## Jogos internacionais
| Seleção Quirguiz | Seleção Quirguiz | Seleção Quirguiz |
| Ano              | Jogos            | Gols             |
| ---------------- | ---------------- | ---------------- |
| 2009             | 6                | 4                |
| 2010             | 0                | 0                |
| 2011             | 2                | 0                |
| 2012             | 0                | 0                |
| 2013             | 7                | 0                |
| 2014             | 3                | 0                |
| 2015             | 6                | 0                |
| 2016             | 4                | 1                |
| 2017             | 4                | 1                |
| Total            | 32               | 6                |

## Links
- Mirlan Murzaev em National-Football-Teams.com